# فهرس محزوم
الفهرس المحزوم
هو شكل من اشكال الفهارس
وهو يأتي أهمية بعد الفهرس المطبوع.
والفهرس المحزوم هو عبارة عن جزازات ورقية تسجل عليها أوصاف أوعية المعلومات وتحزم الجزازات في مجموعات تضم كل منها حوالي 300 جزازة وتحزم الجزازات في مجموعات تضم كل منها حوالي 300جزازة وتضع في مجلد خاص يفتح ويغلق بمفتاح خاص
وهذا الفهرس قليل الاستخدام

## ويتميز
هذا الشكل من الفهارس ويتميز 
- يشغل حيزا صغيرا في المكتبة ادا قورن بالفهرس البطاقى حيث أنه يشغل ثلث الحيز الذي يشغله الفهرس البطاقى
- بسهولة حملة ونقلة في أي مكان بالمكتبه واعداد
- تكلتفة المالية قليلة
- ويتمتع بالمرورنه في ملاحقة الجديد من المقتنيات

## وأهم عيوبه
- يتلف بسرعة كبيرة بسبب كثرة الاستخدام لك لان ورقه اقل متانة من البطاقات
- يحتاج إلى تجهزات خشبية لوضع وحدات الفهرس فيها

وتكون على شكل خانات أو عيون
- تضخم عدد أجزاءه في المكتبات الكبيرة